# Димитър Стоянов (полковник)
Вижте пояснителната страница за други личности с името Димитър Стоянов.
Димитър Стоянов е български офицер, полковник.

## Биография
Роден е на 28 октомври 1968 г. в Свиленград. През 1986 г. завършва Математическата гимназия в Хасково. От 1986 до 1991 г. учи във Висшето военновъздушно училище в Долна Митрополия. След това е назначен за техник на самолет в деветнадесети изтребителен авиополк в Узунджово 28000-Б. От 1993 до 1995 г. е старши техник на звено в същия полк. Между 1995 и 1998 г. е началник на група в еОПАТ и еПОВР в четвърта изтребителна авиобаза в Узунджово. След това до 1999 г. е началник на група в еОПАТ в 3-та авиационна база в Граф Игнатиево. В периода 1999 – 2001 г. учи във Военната академия в София. След като завършва през 2001 г. е назначен за инженер в еПОВР в трета авиобаза. От 2002 до 2005 г. началник на отделение „Авиационна техника и въоръжение“ на базата. Между 2005 и 2009 г. е заместник-командир на трета авиобаза по авиационна техника и въоръжение. За 1 година между 2009 и 2010 г. е началник-щаб на трета авиобаза. От 2010 до 2011 г. учи във Военновъздушния колеж „Максуел“. След като се завръща отново е началник-щаб на трета авиобаза до 2013 г. От 2013 до 2014 г. е началник на сектор „Авиационна техника и въоръжение“ в Командването на ВВС. През 2014 г. е назначен за заместник началник-щаб на Командването на ВВС. В периода 2015 – 2016 г. е началник-щаб на Военновъздушните сили. От 23 януари 2017 г. е главен секретар на президента на Република България Румен Радев.

## Образование
- Природо-математическа гимназия „Акад. Боян Петканчин“ – до 1986
- Висше военновъздушно училище „Георги Бенковски“ – 1986 – 1991
- Военна академия „Георги Раковски“ – 1999 – 2001
- курс AJOSOC, Букурещ, Румъния – 2005
- Военновъздушен колеж „Максуел“, САЩ, 2010 – 2011

## Военни звания
- лейтенант – 1991
- старши лейтенант – 1994
- капитан – 1997
- майор – 2002
- подполковник – 2005
- полковник – 2008